# Яровой, Сергей Фёдорович
Серге́й Фёдорович Ярово́й (родился 22 апреля 1957 года, Петропавловск-Камчатский) — советский и российский музыкант, основатель и художественный руководитель ансамбля «Голубые береты» (с октября 1991 года). Заслуженный артист Российской Федерации, гвардии полковник. Участник Афганской войны.

## Биография
Сергей Яровой родился в Петропавловске-Камчатском. В 1975—1977 годах проходил срочную службу в 9-й Кировоградской бригаде спецназа ГРУ ГШ СССР. В 1977—1981 годах учился в Новосибирском высшем военно-политическом общевойсковом училище на десантном факультете. После окончания училища был направлен замполитом роты в Рязань, в 137-й парашютно-десантный полк.
В 1985 году прибыл по замене в Афганистан, служил в знаменитом 350-м гвардейском парашютно-десантном полку в составе ОКСВ, был секретарем комитета ВЛКСМ. Участвовал практически во всех боевых операциях полка с 1985 по 1987 год. Одна из самых известных песен — Знамя гвардейского полка" Архивная копия от 12 апреля 2016 на Wayback Machine — посвящена 350-му гвардейскому парашютно-десантному полку.
350 гвардейский парашютно-десантный полк наряду с тем, что был самым «воюющим» во время афганской войны, получил ещё известность как самого «поющего». Именно здесь родился знаменитый ансамбль «Голубые береты». Первый концерт состоялся вечером 19 ноября 1985 года в солдатском клубе 350-го гвардейского парашютно-десантного полка. В 1985 году Яровой влился в самодеятельный ансамбль полка. В ноябре 1987 года убыл по замене из Афганистана, в 196-й отдельный полк связи ВДВ (ныне 38-й гвардейский отдельный полк связи ВДВ), на должность замполита батальона. В мае 1988 года ансамбль «Голубые береты» был им воссоздан вновь. С августа 1991 года по настоящее время — художественный руководитель ансамбля.
Сергей Яровой женат, супруга Елена, двое детей — дочь Мария и сын Артём.

## Сольные альбомы
В 2014 году, совместно с концертмейстером ансамбля Денисом Платоновым, выступившим в качестве композитора и продюсера, был записан сольный альбом «Вдалеке», состоящий из одиннадцати песен. Песни на стихи Сергея Цветкова, представляют собой синтез блюза и эстрадной ретромузыки 50-60-х годов XX века.

## Награды
- 2 Ордена Красной Звезды
- Медаль ордена «За заслуги перед Отечеством» II степени с мечами
- Заслуженный артист Российской Федерации
- Знак ЦК ВЛКСМ «За воинскую доблесть»